# Sara Fel-Jelin
Sara Fel-Jelin, także Sarah Fell-Yellin (ur. 1 kwietnia 1895 w Krynkach, zm. 22 czerwca 1968 w Nowym Jorku) – żydowska poetka, pisarka i nauczycielka tworząca w jidysz.

## Życiorys
Urodziła się 1 kwietnia 1895 roku w Krynkach, w rodzinie blacharza; jej rodzice angażowali się w ruchy robotnicze. W 1912 roku ukończyła z wyróżnieniem gimnazjum w Grodnie, po czym uczyła dzieci w Krynkach. Młodo zaangażowała się w działalność ruchów lewicowych.  W trakcie I wojny światowej organizowała pomoc dla bezdomnych sierot wojennych. W 1918 roku zorganizowała kobiecą grupę samoobrony przed pogromami i kontynuowała nauczanie w Krynkach, a następnie w Białymstoku.
W 1920 roku wyemigrowała do Stanów Zjednoczonych, gdzie m.in. uczyła w szkołach Arbeter Ring (jid. Koło Robotnicze). Spędziła około trzy dekady w Bostonie, regularnie współpracując z periodykiem „Morgn Frajhajt” i angażując się w działalność społeczną. Jej teksty pojawiały się także na łamach nowojorskiego „Jidisze Kultur”, warszawskich „Jidisze Szriftn” i „Fołks Sztyme”, a także w periodykach wydawanych w Paryżu i Moskwie. Z kolei w formie książkowej ukazało się razem dziewięć jej tomików poetyckich, w tym m Ojf di fligl fun cholem, który ukazał się również nakładem polskiego wydawnictwa. Napisała wiele wierszy i opowiadań dla dzieci.
Pod koniec życia przeniosła się z rodziną do Los Angeles, gdzie brała czynny udział w życiu kulturalnym tamtejszej społeczności żydowskiej. Współredagowała czasopismo jidyszowe „Kalifornier Szriftn” i objęła stanowisko przewodniczącej związku literackiego Jidiszer Kultur Farband w Los Angeles. Założyła również oddział Arbeter Ring w Beverly Hills.
Zmarła 22 czerwca 1968 roku podczas wyjazdu do Nowego Jorku. Została pochowana na Greenwood Cemetery w Brooklynie.
Jeden z jej wierszy stał się kanwą utworu muzycznego na płycie Jidyszland (2015) zespołu Cicha i Spółka.